# Makroregion (piłka nożna)
Makroregion – obszar sąsiadujących ze sobą czterech województw, na którym prowadzone są rozgrywki III ligi mężczyzn, III ligi kobiet i Ligi Makroregionalnej Juniorów.

## Stan obecny
W piłkarskiej Polsce funkcjonują obecnie cztery makroregiony:
- I (mazowieckie, warmińsko-mazurskie, podlaskie, łódzkie)
- II (wielkopolskie, pomorskie, zachodniopomorskie, kujawsko-pomorskie)
- III (śląskie, dolnośląskie, opolskie, lubuskie)
- IV (małopolskie, lubelskie, podkarpackie, świętokrzyskie)

## Historia
Podział na makroregiony w sporcie został ustanowiony 19 marca 1982 roku przez GGKFiS. Jednak w piłce nożnej podział wszedł w życie w 1990 roku - dotyczyło to trzeciego poziomu ligowego. Wcześniej rozgrywki na poziomie ponad wojewódzkim były nazywane ligą międzywojewódzką\wojewódzką (1953-1956), ligą międzywojewódzką (1966/67- kwiecień 1971), klasą międzywojewódzką (maj 1971-1972/73, 1976/77-1979/80) i III ligą (1980/81-1989/90). 
Podział na makroregiony:
- warszawsko-mazurski (Białystok, Ciechanów, Łomża, Ostrołęka, Olsztyn, Suwałki, Warszawa)
- kielecko-lubelski (Lublin, Kielce, Tarnobrzeg, Radom, Zamość, Chełm, Biała Podlaska, Siedlce)
- małopolski (Kraków, Nowy Sącz, Tarnów, Rzeszów, Krosno, Przemyśl)
- centralny (Łódź, Piotrków Trybunalski, Sieradz, Kalisz, Włocławek, Płock, Konin, Skierniewice)
- śląski (Katowice, Częstochowa, Opole, Bielsko-Biała)
- dolnośląski (Wrocław, Jelenia Góra, Wałbrzych, Legnica, Leszno, Zielona Góra)
- wielkopolski (Poznań, Gorzów Wielkopolski, Koszalin, Piła, Szczecin)
- pomorski (Gdańsk, Elbląg, Słupsk, Toruń, Bydgoszcz).

W porównaniu do podziału na grupy klasy międzywojewódzkiej 1976/77-1978/79, zmianie uległa przynależność woj. koszalińskiego i opolskiego.
Taki podział na makroregiony utrzymał się do reformy administracyjnej z 1999 roku (do sezonu 1999/2000 włącznie) - 1989/90 i od 1991/92 jako III liga. W sezonach 1989/90 oraz 1998/99-1999/2000 połączono grupy dwóch sąsiednich makroregionów.
27 czerwca 2000 roku PZPN postanowił o utworzeniu czterech makroregionów po cztery województwa w każdym, dostosowując podział na makroregiony do nowego podziału administracyjnego. Ten podział funkcjonuje do dzisiaj, z tym, że rozgrywki na poziomie makroregionów do sezonu 2007/2008 włącznie odbywały się na poziomie trzeciego poziomu ligowego, a od sezonu 2008/2009 jest to czwarty poziom ligowy (nazwa: III liga). W sezonach 2008/2009-2015/2016 każdy makroregion miał dwie grupy III ligi (po dwa sąsiednie województwa), a od sezonu 2016/17 jest to już po jednej grupie na makroregion.